# Jelling

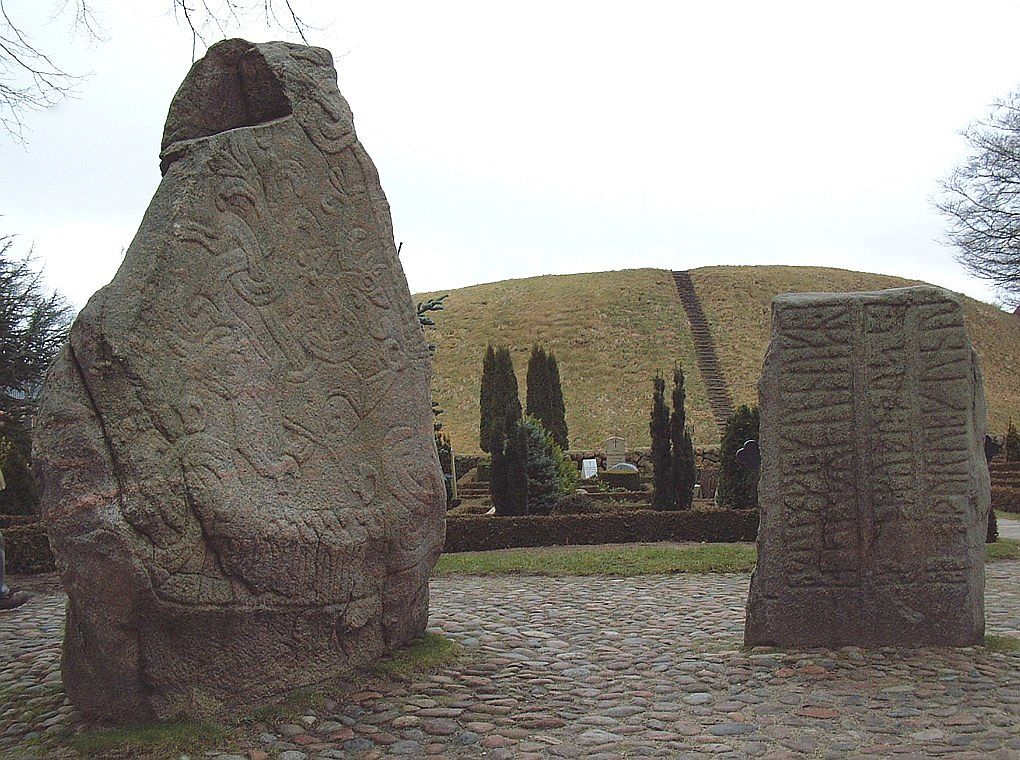
Runstenar (Jellingestenarna) i Jelling.

Jelling är en tätort i Vejle kommun i Region Syddanmark i Danmark. Tätorten har 3 853 invånare (2024). Den ligger på Jylland, cirka 9 kilometer nordväst om Vejle. Jelling var centralort i Jellings kommun fram till kommunreformen 2007.
Konungarnas Jelling är klassificerat som ett världsarv av Unesco. Till världsarvet hör Jelling Kirke.